# Kushyar ibn Labban
Abū l-Ḥasan Kūshyār ibn Labbān ibn Bashahrī Gīlānī (in persiano أبو الحسن كوشيار بن لبان الجيلي‎, Abū l-Ḥasan Kūshyār ibn Labbān al-Jīlī; Gilan, 971 – Baghdad, 1029) è stato un astronomo, matematico e geografo persiano, originario del Gilan, a S del mar Caspio (Iran).

## Biografia
Noto come Kūshyār Gīlānī (in persiano کوشیار گیلانی‎) o Kūshyār ibn Labbān (in persiano كوشيار بن لبان‎), il suo lavoro principale risale all'inizio dell'XI secolo e sembra abbia svolto un ruolo assai importante anche nell'elaborazione della trigonometria. Ad esempio, egli proseguì le indagini di Abu l-Wafa e dedicò molto spazio nel suo lavoro relativo alle Tavole astronomiche, chiamate al-Zīj al-Jāmiʿ wa l-bāligh ("Le tavole comprensive e mature"), che includevano i valori attestati degli apogei planetari osservati da al-Battani.
Le sue Tavole furono tradotte in lingua persiana prima della fine del secolo. 
Egli scrisse anche un'introduzione astrologica e un trattato di matematica, il Kitāb fī uṣūl ḥisāb al-Hind ("Libro sui principi del calcolo indiano"), che fu poi tradotto in lingua araba e in lingua ebraica.
Fu il Maestro di ʿAlī b. Aḥmad al-Nasawī.
Si crede sia morto a Baghdad.